# Semen II di Guascogna
Simone Mostelanicus (... – 846) è stato un sovrano franco, conte di Bordeaux e di Saintes, dall'839 e duca di Guascogna, dall'844.

## Origine
Figlio secondogenito del duca di Guascogna Semen I († 816) e della moglie Onneca.

## Biografia
Il padre era stato confermato nel titolo di conte di Bordeaux da Carlomagno, negli ultimi anni dell'VIII secolo e poi era diventato duca di Guascogna, nell'812, succedendo allo zio, Sancho I. 
Quando Ludovico il Pio, nell'839, diseredò Pipino II e si mise a creare nuovi conti in Aquitania, Semen II fu tra i prescelti e fu creato conte di Bordeaux e di Saintes; perché nelle intenzioni di Ludovico vi era quella di stabilire un contatto con Sancho II di Guascogna, il conte di Guascogna che si opponeva sia a Ludovico che a Pipino II.
Semen si mantenne fedele a Ludovico; ma quando questi morì non si sentì legato al re dei franchi Occidentali, Carlo il Calvo. Anzi passò apertamente dalla parte di Pipino II, che lo nominò duca di Guascogna in contrapposizione al conte della Guascogna Citeriore Sancho II.
Nell'845 si oppose ai Vichinghi che spadroneggiavano per tutta l'Aquitania e davano l'assalto a Bordeaux; Semen (Siguinus comes Burdagalensis et Sanctonicensis) venne catturato e messo a morte, nell'846, dai Normanni quando assaltarono e diedero alle fiamme Saintes. La notizia della morte di Seguin o Semen è confermata anche dal monaco e storico francese, Ademaro di Chabannes, facendola cadere l'anno prima (845). Infine in una lettera ricevuta dall'arcivescovo di Sens, viene confermata la morte del duca di Guascogna Semen (Ducem Vasconum Siguinum),  nell'846 ad opera dei Normanni (Normannos inter Burdegalam et Santones).

## Ascendenza
|                       |   |   | Genitori |  |  | Nonni |  |  | Bisnonni             |  |  | Trisnonni           |  |
|                       |   |   |          |  |  |       |  |  | Lupo II di Guascogna |  |  | Attone di Aquitania |  |
|                       |   |   |          |  |  |       |  |  | Lupo II di Guascogna |  |  | Attone di Aquitania |  |
|                       |   | … |          |  |  |       |  |  | Lupo II di Guascogna |  |  |                     |  |
| Adelrico di Guascogna |   |   |          |  |  |       |  |  | Lupo II di Guascogna |  |  |                     |  |
|                       |   | … | …        |  |  |       |  |  |                      |  |  |                     |  |
|                       |   | … | …        |  |  |       |  |  |                      |  |  |                     |  |
|                       |   | … | …        |  |  |       |  |  |                      |  |  |                     |  |
| Semen di Guascogna    |   | … |          |  |  |       |  |  |                      |  |  |                     |  |
|                       |   | … | …        |  |  |       |  |  |                      |  |  |                     |  |
|                       |   | … | …        |  |  |       |  |  |                      |  |  |                     |  |
|                       |   | … | …        |  |  |       |  |  |                      |  |  |                     |  |
| …                     |   | … |          |  |  |       |  |  |                      |  |  |                     |  |
|                       |   | … | …        |  |  |       |  |  |                      |  |  |                     |  |
|                       |   | … | …        |  |  |       |  |  |                      |  |  |                     |  |
|                       |   | … | …        |  |  |       |  |  |                      |  |  |                     |  |
| Semen II di Guascogna |   | … |          |  |  |       |  |  |                      |  |  |                     |  |
|                       | … | … |          |  |  |       |  |  |                      |  |  |                     |  |
|                       | … | … |          |  |  |       |  |  |                      |  |  |                     |  |
|                       | … | … |          |  |  |       |  |  |                      |  |  |                     |  |
| …                     | … |   |          |  |  |       |  |  |                      |  |  |                     |  |
|                       |   | … | …        |  |  |       |  |  |                      |  |  |                     |  |
|                       |   | … | …        |  |  |       |  |  |                      |  |  |                     |  |
|                       |   | … | …        |  |  |       |  |  |                      |  |  |                     |  |
| Onneca                |   | … |          |  |  |       |  |  |                      |  |  |                     |  |
|                       |   | … | …        |  |  |       |  |  |                      |  |  |                     |  |
|                       |   | … | …        |  |  |       |  |  |                      |  |  |                     |  |
|                       |   | … | …        |  |  |       |  |  |                      |  |  |                     |  |
| …                     |   | … |          |  |  |       |  |  |                      |  |  |                     |  |
|                       |   | … | …        |  |  |       |  |  |                      |  |  |                     |  |
|                       |   | … | …        |  |  |       |  |  |                      |  |  |                     |  |
|                       |   | … | …        |  |  |       |  |  |                      |  |  |                     |  |
|                       |   | … |          |  |  |       |  |  |                      |  |  |                     |  |

### Fonti primarie
- (LA)  Chronicon Santi Maxentii Pictavinis.
- (LA)  Ademarus Engolismensis Historiarum.

### Letteratura storiografica
- René Poupardin, "Ludovico il Pio", cap. XVIII, vol. II (L'espansione islamica e la nascita dell'Europa feudale) della Storia del Mondo Medievale, pp. 558–582.